# Pavel Malovič
Pavel Malovič (* 23. července 1952 Bratislava) je slovenský lékař a hudebník.
V roce 1976 absolvoval Lékařskou fakultu Univerzity Komenského v Bratislavě. Zaměřil se na sportovní medicínu, byl lékařem československé fotbalové reprezentace (1986–1993) a slovenské fotbalové reprezentace (1994–2001), absolvoval 139 mezistátních zápasů. Je dopingovým komisařem UEFA, předsedou zdravotní komise Slovenského fotbalového svazu, primářem kliniky tělovýchovného lékařství Univerzitní nemocnice Bratislava a odborným asistentem na Univerzitě Komenského. Vydal odborné publikace Výživa športujúcich detí a mládeže, Jazdím, teda som (fit), Psychológia zdravia v praxi a Ako si udržať mladosť a množství populárně-naučných časopiseckých článků.
Jako folkový hudebník a zpěvák je od roku 1979 členem sdružení písničkářů Slnovrat. Vystupuje sólově nebo se skupinou Jednofázové kvasenie, píše také texty pro další interprety, například Zuzanu Homolovou. Je autorem knihy esejí 36 otázok súčasného sveta (1996) a básnických sbírek Prírodný materiál (1998) a Tvar mojej tváre. Svoji tvorbu charakterizuje sloganem: „Môj smer je stručnosť.“